# Tomoki Wada
Tomoki Wada (和田 倫季 Wada Tomoki?, nacido el 30 de octubre de 1994 en Hyogo) es un futbolista japonés que se desempeña como centrocampista.

## Trayectoria

### Clubes
| Club              | País          | Año         |
| ----------------- | ------------- | ----------- |
| Vissel Kobe       | Japón         | 2013 - 2015 |
| J. League sub-22  | Japón         | 2014        |
| Incheon United FC | Corea del Sur | 2015        |
| Gwangju FC        | Corea del Sur | 2016 - 2017 |
| Seoul E-Land FC   | Corea del Sur | 2017        |

## Estadística de carrera

### J. League
| Club             | Año   | J. League | J. League | Copa J. League | Copa J. League | Total | Total |
| Club             | Año   | Part.     | Goles     | Part.          | Goles          | Part. | Goles |
| ---------------- | ----- | --------- | --------- | -------------- | -------------- | ----- | ----- |
| Vissel Kobe      | 2013  | 0         | 0         | -              | -              | 0     | 0     |
| Vissel Kobe      | 2014  | 0         | 0         | 0              | 0              | 0     | 0     |
| Vissel Kobe      | 2015  | 0         | 0         | 0              | 0              | 0     | 0     |
| J. League sub-22 | 2014  | 12        | 0         | -              | -              | 12    | 0     |
| Total            | Total | 12        | 0         | 0              | 0              | 12    | 0     |